# Buruvlagstaartpapegaai
De buruvlagstaartpapegaai (Prioniturus mada) is een endemische vogel uit de familie Psittaculidae (papegaaien van de Oude Wereld) van het Zuid-Molukse eiland Buru (Indonesië).

## Kenmerken
De vogel is 32 cm lang. De vogel is overwegend groen, van boven met een paarse glans. De stuit en de bovenstaartdekveren zijn donkerblauw en de snavel is grijsblauw. Het mannetje heeft gele onderstaartdekveren.

## Verspreiding en leefgebied
Deze soort is endemisch op Buru. Het leefgebied bestaat uit regenwoud, maar ook uit agrarisch gebied in de buurt van dorpen.

## Status
De grootte van de wereldpopulatie is niet gekwantificeerd. Men veronderstelt dat de soort in aantal stabiel is. Om deze reden staat de buruvlagstaartpapegaai als niet bedreigd op de Rode Lijst van de IUCN.